# Żywiec
Żywiec (en alemany Saybusch), és una ciutat del sud de Polònia, situada al voivodat de Silèsia. És un lloc conegut perquè s'hi troba la cervesera Żywiec, que actualment forma part del grup Heineken.

## Ciutats agermanades
- Liptovský Mikuláš, Eslovàquia